# Sohib Suwonkulow
Sohib Suwonkulow (ur. 15 września 1988) – tadżycki piłkarz, grający w azerskim zespole Rəvan Baku. Występuje na pozycji obrońcy.

## Kariera klubowa
Suwonkulow zanim wyjechał do Azerbejdżanu, występował jedynie w klubach z rodzinnego kraju. Profesjonalną karierę rozpoczął w Wachsz Kurgonteppa, z którego na początku 2009 roku przeniósł się do Istiqlol Dushanbe. Latem 2013 roku został graczem zespołu Rəvan Baku.

## Kariera reprezentacyjna
W reprezentacji Tadżykistanu zadebiutował w 2007 roku

## Sukcesy
Istiqlol
- Mistrzostwo Tadżykistanu: 2010, 2011
- Puchar Tadżykistanu: 2009, 2010
- Puchar Prezydenta AFC: 2012